# 블레이드 2
《블레이드 2》(영어: Blade II)는 2002년 개봉한 미국의 슈퍼히어로 영화이다. 블레이드 영화 시리즈의 두 번째 작품으로서 기예르모 델토로 감독이 새로 연출을 맡았고, 전편의 데이비드 S. 고이어 각본가가 다시 참여했다. 시리즈 중 제일 높은 퀄리티와 평가를 받는다.
속편인 《블레이드 3》가 2004년 개봉되었다.

## 줄거리
뱀파이어 왕국의 유전자 실험 변이종 "리퍼"는 인간과 흡혈귀 양 진영을 공격해 혼란에 빠트린다. 이에 흡혈귀들은 블레이드에게 도움을 요구하게 되고 블레이드는 흡혈귀 정예부대 블러드 팩과 위험한 협조를 하게 된다.

## 배역
- 웨슬리 스나이프스 - 블레이드 : 니사와 만나 다마스키노스에게 협력한다. 싸움 중 니사에게 애정이 트인다.
- 크리스 크리스토퍼슨 - 위슬러 : 전편에서 죽지 않고 흡혈귀로 변해 살아남았다. 블레이드에게 발견되어 치료제를 맞고 다시 인간으로 돌아오는데 성공한다.
- 론 펄먼 - 라인하르트
- 레오노르 바렐라 - 니사 : 흡혈귀 영주 다마스키노스의 친딸, 노막과는 누이 사이다.
- 루크 고스 - 노막 : 리퍼를 퍼지게 만든 숙주 장본인 아버지에게 이용당하고 버려져 복수를 벼르게 된다.
- 노먼 리더스 - 스커드
- 견자단 - 스노우맨 (카메오,영화 내 무술 지도)
- 맷 슐즈 - 추파
- 대니 존줄스 (Danny John-Jules) - 아사드
- 대즈 크로퍼드(Daz Crawford) - 라이트해머
- 레이필립 산토스 (Rey-Phillip Santos) - 레드 아이
- 토마스 크레치만 - 다마스키노스 : 노막과 니사의 아버지, 흡혈귀의 약점을 없애기 위한 실험을 하다 사태를 악화시킨 장본인이다.
- 토니 커런 - 프리스트
- 마릿 벨 카일 (Marit Velle Kile) - 벨라인
- 산티아고 세구라 - 러시

## 한국어 더빙 성우진 (MBC, 2005년 2월 8일)
- 이인성 - 블레이드(웨슬리 스나이프스)
- 박지훈 - 위슬러(크리스 크리스토퍼슨)
- 정남 - 니사(리오노어 바렐라)
- 손원일 - 프리스트(토니 커런)
- 황일청 - 다마스키노스(토마스 크레치만)
- 이성 - 코우넨(카렐 로덴)
- 한규희 - 라인하트(론 펄먼)
- 최원형 - 스커드(노먼 리더스)
- 이철용 - 아사드(대니 존줄스)
- 최석필 - 해머(다즈 크로포드)
- 최한 - 노막(루크 고스)
- 정재헌 - 러쉬(산티아고 세구라)
- 문남숙 - 벨레인(마리트 벨르 카일)
- 이원찬 - 직원(레녹스 브라운)
- 방성준 - 츄파(맷 슐즈)